# La leona
La leona és una pel·lícula filmada en color coproducció de l'Argentina i el Brasil dirigida per Armando Bó segons el seu propi guió que es va estrenar el 17 de setembre de 1964 i que va tenir com a protagonistes a Armando Bó, Santiago Gómez Cou, Menezes Monsueto i Adalberto Silva.

## Sinopsi
Un empresari milionari ha d'afrontar simultàniament el segrest de la seva dona i un reclam dels seus obrers.

## Repartiment
- Isabel Sarli
- Armando Bó
- Santiago Gómez Cou
- Menezes Monsueto
- Adalberto Silva
- Gilberto Sierra
- Mónica Grey
- Arnaldo Montel
- José Menezes

## Comentaris
Clarín va dir:
| « | ”Isabel Sarli…aquesta vegada víctima d'una acarnissada lluita gremial.” | » |

La Nación va opinar:
| « | ”Un film local de poc valor i on els intèrprets no tenen possibilitat de lluïment donada la feblesa de la història.” | » |

Per part seva, Manrupe i Portela escriuen:
| « | ”Entre els films menys vists del duo, en la seva etapa llatinoamericana i repetint l'esquema dona.temptació/home-fera.” | » |